# جیمز دانیل
جیمز دانیل (انگلیسی: James McDaniel؛ زادهٔ ۲۵ مارس ۱۹۵۸) یک هنرپیشه، و بازیگر سینما اهل ایالات متحده آمریکا است. وی از سال ۱۹۷۹ میلادی تاکنون مشغول فعالیت بوده‌است.
از فیلم‌های معروف او می‌توان به بازی در فیلم قاتل مو و زیبایی و کیف دستی اشاره کرد.